# Біюк-Онлар
Бію́к-Онла́р також Бую́к-Онла́р (крим. Büyük Onlar, з 1944 року по 2023 рік — Октя́брське) — селище в Україні, в Курманському районі Автономної Республіки Крим.
Розташоване в степовій частині Кримського півострова, в 25 км на південь від районного центру, і в 43 км від Сімферополя.
Найближча залізнична станція — Елеваторна, знаходиться на лінії Кримського відділення Придніпровської залізниці.
Автостанція приміського сполучення забезпечує зв'язок з Сімферополем, влітку — з Євпаторією.

## Історія
Перша письмова згадка про Буюк-Онлар датується 1784 роком. Тоді село входило до Ташлинського кадилику Акмесджітського каймаканства. У 1805 у селі було 18 дворів і 130 мешканців.
На початку 1870-х недалеко від Буюк-Онлара була побудована залізниця. У другій половині XIX ст. у селищі налічувалося вже 25 будинків, в яких проживало 155 осіб. Основна частина населення займалася землеробством. Землю селяни орендували у сусідніх поміщиків.
У роки російської революції 1905-1907 біднота селища підтримала страйк на залізничній станції Джанкой, яка почалася 13 січня 1905. Перед першою світовою війною єдиним промисловим підприємством в Буюк-Онларі був невеликий паровий млин, побудований місцевим багатієм у 1909.
Поряд з селом, в якому налічувалося 30 дворів і проживало 232 особи, виросло селище при залізничній станції (40 дворів і 338 людини). Жителі села мали: 1098 десятини землі, 230 голів робочої худоби, 76 корів.
У залізничному селищі господарства були безземельними. Люди жили в будинках, побудованих з глини і покритих соломою. У 1910 в селищі відкрилася лікувальна ділянка.
Більшість жителів були безграмотними. Лише в 1900 почало працювати однокласне земське училище.
Після скидання самодержавства, під впливом кримського мусульманського комітету в селищі активізувалися кримськотатарські націоналісти та інші демократичні сили.
У 1918 село окупували більшовики.
Земельний комітет узяв на облік всі конфісковані у поміщиків землі і сільськогосподарський інвентар. Але вже в квітні 1918 німці за допомогою місцевих мешканців та Кримської групи військ УНР звільнили село від більшовиків.
З листопада 1918 — тут господарювали англо-французькі війська та денікінці.
У квітні 1919 село знову захопили більшовики, а в червні — знов денікінці.
У листопаді 1920 село остаточно під совєтською окупацією, утворений сільський реском.
З січня 1921 село стало центром однойменного району, який входив спочатку в Сімферопольський повіт (пізніше за округи). Був вибраний райвиконком.
У 1921 в Буюк-Онларі організовано спілку по сумісній обробці землі «Трудовик». У 1924 виникли споживчий кооператив і кредитна спілка. Побудована пекарня, громадська їдальня, дитячі ясла. Відновлені лікувальна ділянка, аптека.
У 1924 Буюк-Онларський район був скасований, село увійшло до складу Сарабузського району, а в 1926 — Сімферопольського району.
У 1929 організований колгосп «Схід», який об'єднав 101 господарство і 3 населенних пункти: Буюк-Онлар, Чече і Албаш. Однією з основних галузей народного господарства колгоспу в перші роки його існування було хліборобство.
У 1931 утворена МТС для обслуговування колективних господарств Біюк-Онларського німецького національного району (утворений в 1930).
У 1930–1962 — знову районний центр. До кінця 1930-х в ньому налічувалося 8 підприємств: м'ясо-молочний комбінат, елеватор, млин, промкомбінат, кар'єр по здобичі каменя-черепичника, столярний цех, швейна майстерня. Напередодні Другої світової війни село було значним господарським і культурним центром, з населенням в 2513 осіб. У будинках з'явилися електрика, радіо. Працювали крамниці, пекарні, перукарня, фотоательє. У 1939 в Буюк-Онларі почала працювати лікарня на 35 ліжок, а при МТС — фельдшерський пункт. У 1935 відкрилася загальноосвітня школа, працювали будинок культури та кінотеатр.
З 30 жовтня 1941 по 12 квітня 1944 селище окуповане нацистами.
У 1942 в селі створена каральна група, яку очолював І. Димитков.
14 грудня 1944 після депортації кримських татар Буюк-Онлар перейменований в селище Октябрське.
З 25 травня 1957 Октябрське — селище міського типу.
У серпні 1950 артіль «Схід» об'єдналася з колгоспом ім. М. Калініна, центральна садиба якого знаходилася в с. Амурське Октябрської сільради.
У Октябрському працювали електростанція, молокозавод, елеватор, МТС, нафтобаза, промкомбінат.
З 1957 почав працювати винзавод, а з 1959 в селищі існує автопідприємство. Сільськогосподарські і культурно-побутові об'єкти з 1960 споруджував «Міжколгоспбуд».
У 1963–2014 в Октябрському діяв завод виноматеріалів.
У 2015 році селище було внесено до переліку населених пунктів, які потрібно перейменувати згідно із законом «Про засудження комуністичного та націонал-соціалістичного (нацистського) тоталітарних режимів в Україні та заборону пропаганди їхньої символіки».
7 вересня 2023 року селищу було повернуто історичну назву, але у зросійщеній формі — Біюк-Онлар замість Буюк-Онлар.

## Економіка
На території селища розташовані «Октябрський елеватор», комбінат хлібопродуктів, логістичний центр регіональної мережі супермаркетів «ПУД» (до окупації «АТБ»).

## Соціальна сфера
У селищі діють 3 загальноосвітніх школи, дитячий садок; поліклініка, лікарня; Будинок культури, 2 бібліотеки, дитяча музична школа; відділення банку; парк відпочинку; православна церква; мечеть; стадіон.

## Пам'ятки
У селищі також встановлений пам'ятник Леніну, монумент на честь загиблих в роки Другої світової війни, пам'ятник жертвам депортації, пам'ятний камінь на честь бійців 943-го морського ракетного авіаційного полку (МРАП), який базувався в селищі у 1938—1996 на аеродромі Октябрське. Крім того, працює музей 943-го МРАП у колишньому будинку творчості дітей та юнацтва.